# Tsuguo Hongo
Tsuguo Hongo (Ōtsu, 1 de novembro de 1923 – Ōtsu, 2 de abril de 2007) foi um micologista japonês que se especializou na biogeografia e taxonomia de Agaricales.
Hongo entrou no Departamento de Biologia do que é hoje a Universidade de Hiroshima, em 1943, onde estudou botânica até graduar-se em 1946, com um B.Sc. Hongo recebeu seu diploma de doutorado, intitulado "Agaricales do Japão", da Universidade de Kyoto, em 1961, enquanto trabalhava com Dr. Shiro Kitamura.
Ele era presidente da Sociedade de Micologia do Japão de 1987 e 1989. Em 2003, ele foi agraciado com o Prêmio Kumagusu Minakata por suas contribuições para a micologia. Hongo publicou mais de 130 artigos científicos e nove livros. Ele também descreveu 215 novos taxa de Agaricales a partir de uma variedade de locais. Um exemplo de fungo descrito por Hongo é Aseroe coccinea.

## Publicações selecionadas
- Imazeki R, Hongo T. (1957). Genshoku Nihon Kinrui Zukan [Colored Illustrations of Fungi of Japan]. Vol. 1,　181 pp. Japan, Osaka; Hoikusha Publishing Co., Ltd.
- Imazeki R, Hongo T. (1965). Genshoku Nihon Kinrui Zukan　[Colored Illustrations of Fungi of Japan]. Vol. 2, 224 pp. Japan, Osaka; Hoikusha Publishing Co., Ltd.
- Imazeki R, Hongo T. (1987). Genshoku Nihon Shin Kinrui Zukan　[Colored Illustrations of Mushrooms of Japan], Vol. 1. 315 pp. Osaka, Japan; Hoikusha Publishing Co., Ltd.
- Imazeki R, Otani Y, Hongo, T. (1988). Nihon no Kinoko [Fungi of Japan], 623 pp. Tokyo, Japan; Yama-Kei Publishers Co., Ltd.
- Imazeki R, Hongo T. (1989). Genshoku Nihon Shin Kinrui Zukan　[Colored Illustrations of Mushrooms of Japan], Vol. 2. 316 pp. Osaka, Japan; Hoikusha Publishing Co., Ltd.
- Hongo T. (1989). Selected Mycological Papers of Dr. Tsuguo Hongo [Reprinted by Shiga University, Faculty of Education, Laboratory of Biology]. 362 pp. Otsu, Japan; Shiga University.
- Hongo T, Ueda T, Izawa M. (1994). [Mushrooms]. 384 pp. Tokyo; Yama-kei Publishers Co., Ltd.